# NGC 6386
NGC 6386 é uma galáxia espiral (Sbc) localizada na direcção da constelação de Draco. Possui uma declinação de +52° 43' 26" e uma ascensão recta de 17 horas, 28 minutos e 51,7 segundos.
A galáxia NGC 6386 foi descoberta em 8 de Junho de 1883 por Lewis A. Swift.